# 런밍팅
런밍팅(중국어 정체자: 任明廷, 병음: Rèn Míngtíng, 한자음: 임명정, Milton Jen, 1951년 8월 4일 ~)은 대만의 배우, 진행자이다.

## 방송
- 도화소매